# Salix kochiana
Salix kochiana — вид квіткових рослин із родини вербових (Salicaceae).

## Морфологічна характеристика
Це кущ до 2 метрів заввишки. Гілочки зеленуваті чи жовтуваті, голі. Листкова ніжка 2–5 мм; листкова пластинка зворотно-яйцювато-еліптична чи еліптична, 3–7 × 2–3 см, абаксіально (низ) бліда, адаксіально зелена, край цільний, рідко віддалено зубчастий, верхівка тупа або загострена. Сережки 2–3 см. Коробочка 5–6 мм, довго запушена.

## Середовище проживання
Алтай, Внутрішня Монголія, Казахстан. Населяє вологі місця.